# Jüdischer Friedhof (Bučovice)
Koordinaten: 49° 8′ 59,5″ N, 17° 0′ 39″ O

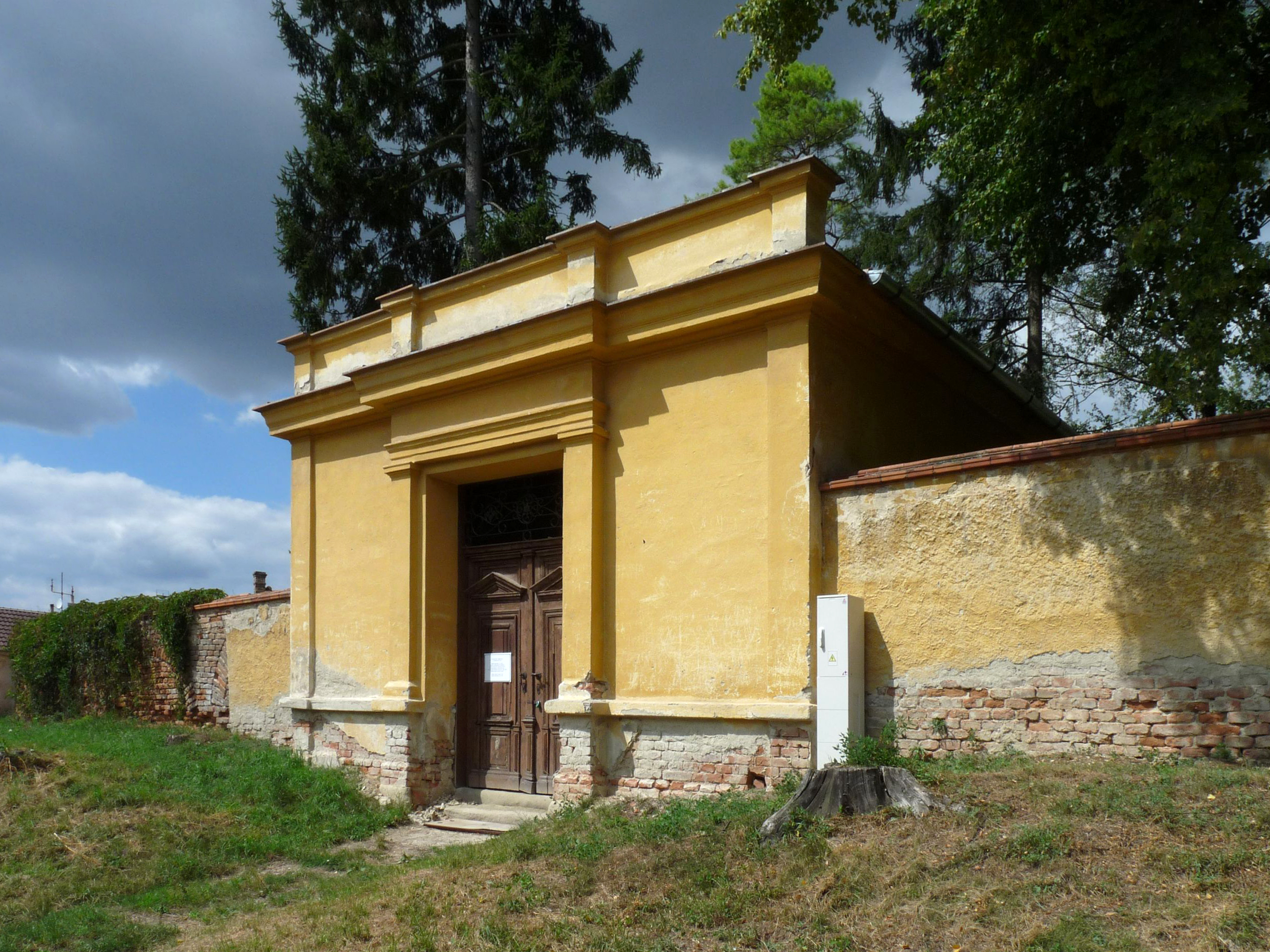
Eingang zum jüdischen Friedhof in Bučovice

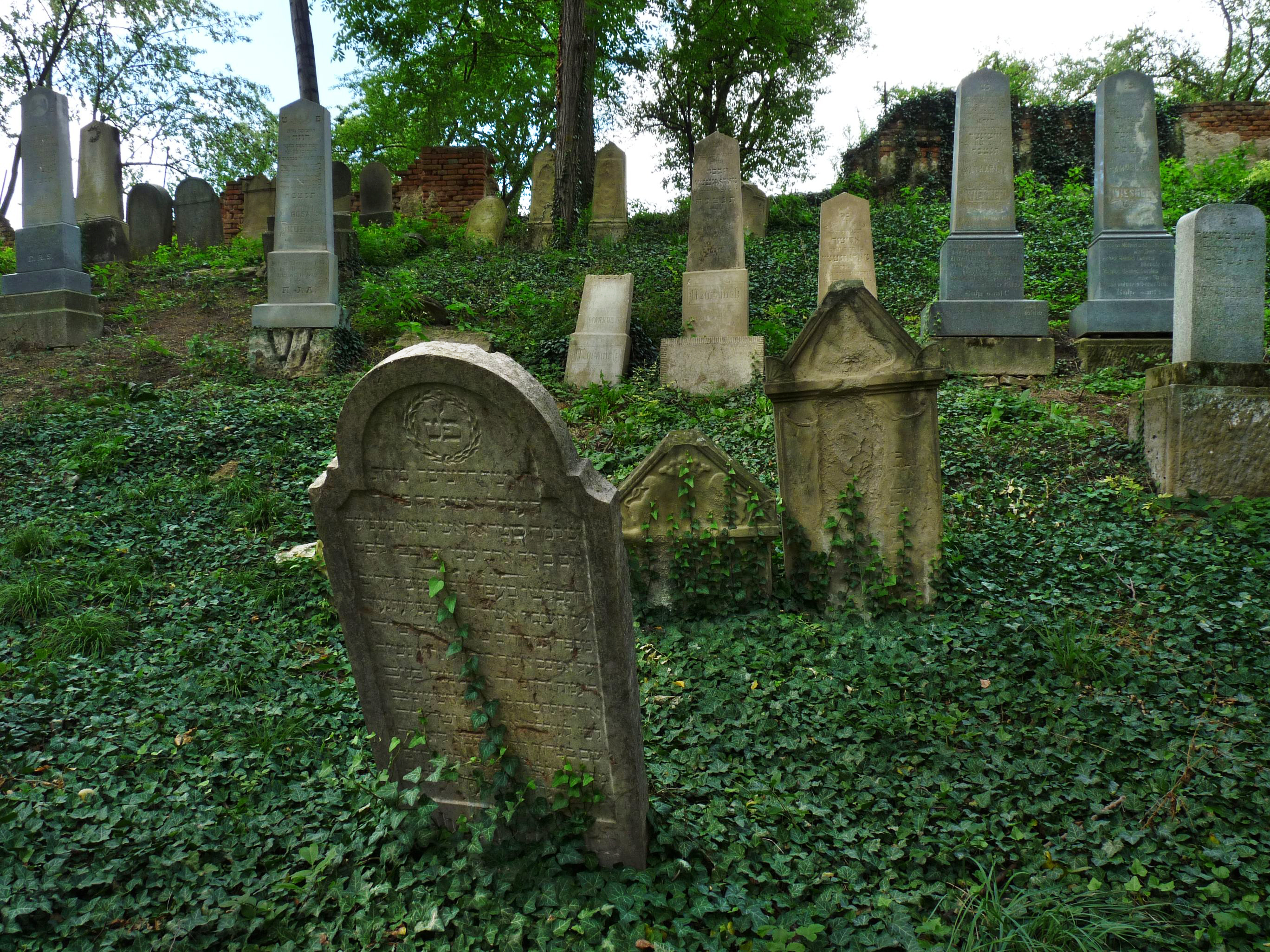
Grabsteine

Der Jüdische Friedhof in Bučovice (deutsch Butschowitz), einer Stadt im Okres Vyškov in Tschechien, wurde vermutlich im 17. Jahrhundert angelegt. Der jüdische Friedhof ist seit 1988 ein geschütztes Kulturdenkmal.
Auf dem Friedhof befinden sich heute noch circa 380 Grabsteine (Mazevot), der älteste stammt aus dem Jahr 1767.